# Тритіоацетон
Тритіоацетон (2,2,4,4,6,6-гексаметил-1,3,5-тритіан) — органічна сполука з хімічною формулою C
9H
18S
3. Його ковалентна структура [–C(CH
3)
2–S–]
3. тобто шестисегментне кільце з чергуванням атомів вуглецю та сірки з двома метильними групами, приєднаними до кожного вуглецю. Його можна розглядати як похідну 1,3,5-тритіану із замісниками метильної групи для всіх атомів водню в вихідній структурі.
Сполука тритіоацетон є стабільним циклічним тримером тіоацетону (пропан-2-тіону), який сам по собі є нестабільною сполукою. Навпаки, аналогічна триоксанова сполука, 2,2,4,4,6,6-гексаметил-1,3,5-тріоксан (триацетон), з атомами кисню замість атомів сірки, здається, нестабільна, тоді як її відповідний мономер, ацетон (2-пропанон) стабільний.

## Синтез
Тритіоацетон вперше був отриманий у 1889 році Бауманом і Фроммом шляхом реакції сірководню з ацетоном. У присутності підкисленого каталізатора ZnCl
2 при 25 °C, отримують речовину, яка складається з 60–70% тритіоацетону, 30–40% 2,2-пропандитіолу та невеликої кількості двох ізомерних домішок 3,3,5,5,6,6-гексаметил-1, 2,4-тритіан і 4-меркапто-2,2,4,6,6-пентаметил-1,3-дитіан. Речовину також можна отримати шляхом піролізу аллілізопропілсульфіду.

## Реакції
Піроліз тритіоацетону при 500–650 °C і 5–20 мм. рт. ст. дає тіоацетон, який можна зібрати за допомогою холодної пастки при –78 °C.

## Використання
Тритіоацетон міститься в деяких ароматизаторах. Номер FEMA — 3475.

## Токсичність
LD50 становить 2,4 г/кг (миша, перорально).

## Дивись також
- Тіоацетон